# Жорж Мійс
Жорж Мійс (26 березня 1880 — 7 листопада 1952) — бельгійський академічний веслувальник.
Срібний призер Олімпійських Ігор 1908 року в складі вісімки.
Чемпіон Європи 1907, 1908 років у складі вісімки.